# Dr. Kildare: Das Geheimnis
Dr. Kildare: Das Geheimnis (Originaltitel: The Secret of Dr. Kildare) ist ein US-amerikanisches Filmdrama in schwarz-weiß aus dem Jahr 1939. Regie führte Harold S. Bucquet. Das Drehbuch adaptierten Harry Ruskin und Willis Goldbeck nach der Geschichte The Secret of Dr. Kildare von Max Brand. Die Hauptrollen spielten Lew Ayres und Lionel Barrymore. Dr. Kildare: Das Geheimnis ist der dritte Film der Dr. Kildare-Serie von Metro-Goldwyn-Mayer.

## Handlung
Der im Rollstuhl sitzende Dr. Leonard Gillespie forscht zusammen mit seinem jungen Assistenten Dr. Kildare im Blair General Hospital in New York an einer Heilung für die Lungenentzündung. Besonders Dr. Gillespie, der meint nur noch wenig Zeit zu haben, treibt das Projekt voran und überarbeitet sich dabei. Da auch eingestreute kurze Schlafpausen nicht helfen, kollabiert er eines Tages und muss mit Adrenalin behandelt werden. Zudem bittet Paul Messenger, einer der reichsten Amerikaner, Dr. Gillespie, seine Tochter Nancy zu untersuchen. Diese verhält sich nach Meinung ihres Vaters ungewöhnlich und weigert sich, einen Arzt aufzusuchen. Daher soll Dr. Kildare sie unauffällig untersuchen, ohne dass sie weiß, dass er ein Arzt ist. Da dies etwas Zeit kostet und Dr. Gillespie sich nach wie vor weigert, sich ausreichend auszuruhen, bittet Dr. Kildare, von seiner Mutter dazu ermuntert, den Leiter der Klinik, Dr. Walter Carew, ihn in Vollzeit diesem Fall zuzuweisen. Die Idee ist, dass das Forschungsprojekt ohne ihn für eine gewisse Zeit unterbrochen werden müsste, in der sich Dr. Gillespie ausruhen könnte. Dr. Kildares Eltern, Dr. Stephen Kildare und seine Frau Martha, sind in New York zu Besuch. Der Vater, selbst ein Arzt, glaubt eine gefährliche Herzerkrankung zu haben und will das von New Yorker Spezialisten untersuchen lassen. Er hat aber weder seiner Frau noch seinem Sohn etwas von dem Problem gesagt.
Dr. Kildare erklärt seine Entscheidung Dr. Gillespie und der jungen Krankenschwester Mary Lamont gegenüber mit den Verdienstmöglichkeiten, die sich dadurch für ihn eröffnen. Deswegen wenden sich die beiden von ihm ab. Doch auch mit Nancy Messenger kommt er zunächst nicht weiter; sie liebt ihren Verlobten Charles Herron, zieht sich aber von ihm zurück. Erst als Dr. Kildare die ehemalige Krankenschwester Nora, die Nancy und ihre Mutter betreut hatte, trifft, beginnt er Fortschritte zu machen. Nancys Mutter war an einem Hirntumor gestorben. Weil die Ärzte ihr nicht helfen konnten, begann Nora an der Medizin zu zweifeln und hatte diesen Zweifel an Nancy weitergegeben. Nun ist Nancy bei dem Heilpraktiker John Archley in Behandlung. Dieser redet Nancy ein, sie habe auch einen Hirntumor. Zwar weiß er, dass das falsch ist, er verspricht sich aber viel Geld von der „Heilung“. Als Dr. Kildare dies erfährt, klärt er Nancy darüber auf, wird aber im Gegenzug von Archley als Arzt enttarnt. Trotzdem kann er einen gewissen Einfluss auf Nancy behalten. Als diese erblindet, wird er ihr behandelnder Arzt. Er kann aber keinen Grund für die Blindheit finden und wendet sich an Dr. Gillespie. Dieser hat sich mittlerweile erholt und ist gerade in Urlaub, in den ihm Dr. Kildare hinterherreist. Er wird aber abgewiesen.
Dr. Gillespie bricht daraufhin seinen Urlaub sofort ab. Zurück in der Klinik setzt er sofort eine allgemeine Lehrveranstaltung an, in der er Dr. Kildare indirekt den Hinweis gibt, es mit einer vorgetäuschten Operation zu versuchen. Dieser setzt den Vorschlag erfolgreich um, da Nancys Problem rein psychisch ist. Sie wurde blind, nachdem Charles Herron die Verlobung auflöste und meinte, sie werde ihn nie wiedersehen. Dr. Kildare wird schon bald zu Dr. Gillespie gerufen. Dieser hat Dr. Kildares Vater untersucht und festgestellt, dass der gesund ist. Außerdem gibt er zu erkennen, dass er nun verstehe, warum Dr. Kildare sich auf den Fall Messenger konzentriert habe und erklärt, dass er ihm dankbar dafür sei. Danach spricht er Mary Lamont an, die das Gespräch mitgehört hat. Er erklärt ihr, dass sie sich an so etwas gewöhnen müsse, wenn sie mit einem Arzt zusammen sei. Nun kann das Forschungsprojekt wiederaufgenommen werden.

## Hintergrund
Der Roman The Secret of Dr. Kildare wurde von Max Brand im September 1939 in der US-amerikanischen Ausgabe des Cosmopolitan veröffentlicht.

### Besetzung und technischer Stab
Dr. Kildare: Das Geheimnis ist auch ein Vehikel von Helen Gilbert, einer jungen Schauspielerin, die bei Metro-Goldwyn-Mayer im Orchester angefangen hatte. George Reed übernahm in diesem Film die Rolle des Conover, des Dieners von Dr. Gillespie, die er bis zum Ende der Serie behalten sollte. In Dr. Kildare: Unter Verdacht hatte Clinton Rosemond diese Rolle gehabt.
Für das Szenenbild in Dr. Kildare: Das Geheimnis waren Cedric Gibbons sowie Edwin B. Willis verantwortlich.

### Dreharbeiten
Die Produktion von Dr. Kildare: Das Geheimnis begann am 19. September 1939. Gedreht wurde in den Studios von MGM. Die Szenen im Urlaub Dr. Gillespies wurden in San Pedro gedreht.

### Synchronisation
Die Synchronisation von Dr. Kildare: Das Geheimnis wurde 1991 von der Interopa Film GmbH in Berlin durchgeführt. Die Dialogregie lag bei Hagen Mueller-Stahl, von dem auch das Dialogbuch stammte.
| Rolle                 | Schauspieler     | Synchronsprecher        |
| --------------------- | ---------------- | ----------------------- |
| Dr. James Kildare     | Lew Ayres        | Udo Schenk              |
| Dr. Leonard Gillespie | Lionel Barrymore | Hans W. Hamacher        |
| Mary Lamont           | Laraine Day      | Ulrike Möckel           |
| Paul Messenger        | Lionel Atwill    | Joachim Nottke          |
| Nancy Messenger       | Helen Gilbert    | Sabine Jaeger           |
| Joe Wayman            | Nat Pendleton    | Detlef Bierstedt        |
| Nora                  | Sara Haden       | Hannelore Minkus        |
| Dr. Steve Kildare     | Samuel S. Hinds  | Friedrich W. Bauschulte |
| Martha Kildare        | Emma Dunn        | Christel Merian         |
| Dr. Walter Carew      | Walter Kingsford | Jürgen Thormann         |
| John Archley          | Grant Mitchell   | Andreas Hanft           |

### Erstaufführung
Dr. Kildare: Das Geheimnis wurde am 24. November 1939 uraufgeführt und von Metro-Goldwyn-Mayer verliehen. Die deutsche Erstaufführung war am 1. Juli 1991 im Fernsehprogramm der ARD.

## Rezeption

### Zensurfrage
Die Filmzensur hatte Einwände gegen eine Szene, in der eine werdende Mutter ihre Angst vor den Gefahren der Geburt in einem Gespräch mit Dr. Gillespie äußert. Dieser antwortet, das sei früher mal ein Problem gewesen. Die moderne Medizin habe das aber im Griff, sie müsse sich daher keine Sorgen machen. Der Kritikpunkt von Joseph Breen war, dass die Gefahr der Schwangerschaft übertrieben dargestellt werde.

### Kritiken

#### Zeitgenössische Kritiken
Die zeitgenössischen Kritiken sahen den Film sehr positiv. Der Kritiker von Box Office Digest fand, Dr. Kildare: Das Geheimnis sei der beste Film der Serie. Die Autoren hätten die Probleme mit der sich weiterentwickelnden Serie zufriedenstellend gelöst. Harold S. Bucquet gelinge es, seine exzellente Leistung als Regisseur zu bestätigen. Auch Lew Ayres und Lionel Barrymore seien so brillant wie immer. Auch die Nebendarsteller seien sehr gut, wobei er Helen Gilbert und Lionel Atwill hervorhebt. Die Kritik in Harrison’s Reports findet den Film genauso fesselnd, gut gespielt und fähig produziert wie die ersten beiden Teile. Der Kritiker der Variety fand die Geschichte interessant und meinte, der Film würde die Popularität der Serie weiter steigern. Auch er lobt die Leistung von Regisseur Harold S. Bucquet und die der Schauspieler, bei denen Lew Ayres und besonders Lionel Barrmore herausragen. Außerdem werden Helen Gilbert und vor allem Laraine Day gelobt.

#### Moderne Kritiken
Die modernen Kritiken sind dagegen deutlich zurückhaltender. Sanderson Beck meinte, der Film zeige humanitären Eifer mit Humor und Verständnis und Leonard Maltin sah eine aufgeräumte Episode und gab dem Film 2,5 von vier Sternen. Paul Mavis sah einen Schritt zurück in der Serie. Als einen Grund dafür gab er an, dass der Film zu viel außerhalb des Krankenhauses spiele, sodass Dr. Kildare und Dr. Gillespie zu oft ohne den jeweils anderen zu sehen seien. Er meint auch, dass nicht viel in dem Film Sinn mache. Gut findet er den Humor, der durch die Interaktionen von Lionel Barrymore mit Alma Krüger und mit George Reed entstehe. Helen Gilbert dagegen findet er steif und distanziert. Stuart Galbraith IV. fand die Besetzung sehr gut und genoss es, sie spielen zu sehen. Ansonsten fand er nur Negatives zu sagen. Der Film sei zu lang, unglaublich statisch, und es sei nirgendwo visueller Flair zu sehen. Harold S. Bucquet scheine einen Film von etwa 1929 gedreht zu haben, und auch die Fähigkeiten von Lionel Barrymore seien vergeudet. Zudem sei der Film völlig veraltet, sowohl dramaturgisch als auch wissenschaftlich. Dies sah auch die Redaktion von Cinema so. Deren Fazit ist: „Therapieratschlag: Eine Frischzellenkur“.
In seiner Biographie über Lew Ayres meinte Lesley L. Coffin, Dr. Kildare: Das Geheimnis sei aus zwei Gründen ein bemerkenswerter Film innerhalb der Serie. Erstens konzentriere sich die Serie nun soweit auf die romantische Beziehung zwischen Dr. Kildare und Mary Lamont, dass keine entsprechenden Frauenrollen mehr eingeführt wurden. Auch das Verhältnis zwischen Dr. Kildare und Dr. Gillespie habe sich weiterentwickelt. Es habe sich nun eine professionellere Einstellung zwischen den beiden entwickelt, die auch von Sympathie getragen sei. Diese würde diesen und die späteren Filme erinnernswerter machen als die ersten beiden.

### Status
Dr. Kildare: Das Geheimnis ist in den USA in der Public Domain.